# När den sista basunen ljuder
När den sista basunen ljuder är en psalm med text från 1898 av Fanny Crosby och musik från 1898 av William J. Kirkpatrick. Texten är hämtad från Första Thessalonikerbrevet 4:16-17 och Filipperbrevet 3:20-21.

## Publicerad i
- Segertoner 1930 som nr 284.
- Segertoner 1988 som nr 656 under rubriken "Jesu återkomst".[1]